# Solitario Island
Die Solitario Island (spanisch Islote Solitario ‚Einsame Insel‘, im Vereinigten Königreich Solus Island) ist eine kleine Insel in der Marguerite Bay vor der Westküste des Grahamlands auf der Antarktischen Halbinsel. Sie liegt 5 km südlich der Guébriant-Inseln und östlich der Dion-Inseln vor dem südlichen Ende der Adelaide-Insel.
Ihr spanischer Name erscheint erstmals auf einer argentinischen Landkarte aus dem Jahr 1957. Diesen übertrug das Advisory Committee on Antarctic Names 1965 in einer Teilübersetzung ins Englische. Das UK Antarctic Place-Names Committee entschied sich bereits 1960 zu einer Benennung vom lateinischen solus für einsam.